# Endelus belial
Endelus belial es una especie de escarabajo del género Endelus, familia Buprestidae. Fue descrita científicamente por Obenberger en 1924.

## Distribución geográfica
Habita en Japón, Singapur, Indonesia, Malasia, Filipinas, Vietnam, China, Papúa Nueva Guinea, India y México.